# (3016) Meuse
(3016) Meuse (1981 EK) – planetoida z pasa głównego asteroid okrążająca Słońce w ciągu 4,77 lat w średniej odległości 2,83 j.a. Odkryta 1 marca 1981 roku.